# Suzerain
Suzerain is een game van de Duitse gameontwikkelaar Torpor Games en uitgegeven door Fellow Traveler. Het is de eerste game van Torpor. Suzerain (Nederlands: leenheer) is op 4 december 2020 uitgebracht voor Windows en macOS.

## Opzet
In de game speelt de speler als de president van het fictieve land Sordland. President Rayne wordt in 1954 midden in de Koude Oorlog aangesteld en meteen geconfronteerd met verschillende uitdagingen, zoals corruptie en omkoping. Hij moet tegelijk een oorlog vermijden met het fascistische buurland Rumburg. De focus ligt niet op de economie en de militaire belangen van Sordland, wat bij andere strategische spellen wel het geval is.

## Ontvangst
De game heeft een professionele reviewscore van 84 ("generally favorable reviews") en een publieksscore van 8,4 (eveneens "generally favorable reviews") op de reviewaggregator Metacritic. Het strategisch spel is door Rob Zacny van Vice omschreven als een "choose-your-own-adventure political drama".